# Jungle Emperor Leo (film, 1966)
Jungle Emperor Leo (ジャングル大帝, Chōhen Jungle Taitei) (sous titré feature film) est un film d'animation japonais sorti en 1966. Il est adapté du manga Le Roi Léo d'Osamu Tezuka paru dans les années 1950.
Les deux premières minutes du film sont reprises du premier anime de 1965, Le Roi Léo, tandis que la suite est originale.

## Fiche technique
- Titre anglais : Jungle Emperor Leo
- Titre original : Chōhen Jungle Taitei
- Scénario original : Osamu Tezuka
- Screenplay : Tsuji Masaki
- Studio d'animation : Tezuka Productions
- Chara-design : Yukio Abe
- Réalisation : Eiichi Yamamoto
- Musique : Isao Tomita, interprété par Goichi Morita
- Son : Atsumi Tashiro, Susumu Aketagawa, Kahoru Uchida
- Technique : Tatsuzo Shimizu, Katsuji Misawa, Tateo Haraya, Hisatake Oiwa, Toshiyuki Shima, Takeshi Takahashi, Koushichi Tsujimoto
- Special Technique : Takatsune Yasuda, Masao Tazaki, Tomoji Hashizume
- Édition : Masashi Furukawa, Yoko Shimada, Harutoshi Ogata
- Animation technique : Hiroyuki Sawai

## Doublage
| Personnages | Personnages | Voix japonaises   |
| ----------- | ----------- | ----------------- |
| Leo         | Leo         | Toshiko Ota       |
| Tommy       | Tommy       | Hajime Akashi     |
| Mandy       | Mandy       | Hisashi Katsuta   |
| Coco        | Coco        | Kinto Tamura      |
| Panja       | Panja       | Minoru Midorikawa |

## Distinctions

### Récompenses[2]
- 1966 : Lion d'or au 19e festival du film pour la jeunesse à Venise
- 1967 : Lien d'argent au festival international du film de Venezuela